# Made in USA (álbum)
Made in USA es un álbum de Sonic Youth, y la banda sonora de la película de 1986 del mismo nombre. La banda grabó este material en 1986, poco después de finalizar su álbum EVOL, pero la banda sonora no fue publicada hasta 1995.

## Lista de canciones
1. "Mackin' for Doober" – 0:51
2. "Full Chrome Logic" – 0:59
3. "Secret Girl" – 2:55
4. "Cork Mountain Incident" – 0:49
5. "Moustache Riders" – 1:07
6. "Tuck N Dar" – 3:40
7. "Moon in the Bathroom" – 2:29
8. "Thought Bubbles" – 2:25
9. "Rim Thrusters" – 1:59
10. "Lincoln's Gout" – 2:08
11. "Coughing Up Tweed" – 1:17
12. "Pre-Poured Wood" – 0:52
13. "Hairpiece Lullaby 1 & 2" – 2:08
14. "Pocketful of Sen-Sen" – 1:15
15. "Smoke Blisters 1 & 2" – 2:33
16. "The Velvet Plug" – 2:31
17. "Giggles" – 0:53
18. "Tulip Fire 2" – 1:56
19. "The Dynamics of Bulbing" – 1:17
20. "Smoke Blisters 3 & 4" – 3:20
21. "O.J.'s Glove or What?" – 1:20
22. "Webb of Mud 1, 2 & 3" – 2:51
23. "Bachelors in Fur!" – 1:00